# Harmonisierte Norm
Harmonisierte Normen sind europäische Normen für Produkte, Produktionsverfahren oder Dienstleistungen. Am 14. November 2012 wurde dazu die Verordnung (EU) Nr. 1025/2012 (Normungsverordnung) zur europäischen Normung im Amtsblatt der Europäischen Union veröffentlicht. Ziel dieser Verordnung sind die Harmonisierung und Verhinderung widersprüchlicher Normen auf europäischer Ebene.
Harmonisierte (europäische) Normen werden durch die Organisationen CEN, CENELEC und ETSI im Auftrag der Europäischen Kommission und der EFTA erarbeitet, das heißt, es liegt ein Normungsauftrag (Mandat) an diese europäischen Normungsorganisationen vor. Sie sind ein Hauptelement des bereits 1985 vorgestellten Neuen Konzeptes innerhalb des Europäischen Binnenmarktes und dienen dem freien Verkehr von Waren und Dienstleistungen.
Eine Grundlage der Verwirklichung des europäischen Binnenmarktes war das von der Europäischen Kommission publizierte Weißbuch vom Juni 1985. Darin heißt es unter anderem: „Die Harmonisierung von technischen Normen durch die Ausarbeitung Europäischer Normen wird weitestmöglich gefördert“. Seit dem Beginn des Neuen Konzeptes sind bisher 26 produktbezogene Europäische Richtlinien in Kraft getreten. Zu ihrer technischen Umsetzung dienen die Harmonisierten Normen.
Die Harmonisierung von Normen wird im Amtsblatt der Europäischen Union bekannt gegeben. Dabei wird auch der Termin festgelegt, ab dem die Anwendung der Norm, und damit Konformität mit den Anforderungen, möglich ist.
Die europäischen Normungsorganisationen sind für den Inhalt der harmonisierten Normen verantwortlich. Die Normen werden nicht durch europäische oder nationale Behörden geprüft, die Mitwirkung der betreffenden Behörden an der Erstellung ist aber erwünscht.
Harmonisierte Normen erhalten die Vermutungswirkung: werden diese angewendet, besteht die Vermutung der Konformität mit den entsprechenden rechtlichen Anforderungen. Hersteller und Konformitätsbewertungsstellen können durch die Anwendung dieser Normen nachweisen, dass Produkte, Verfahren oder Dienstleistungen der EU-Rechtsvorschrift entsprechen, unter der diese harmonisierte Norm gelistet ist. Diese Vermutungswirkung gilt nicht für nicht-harmonisierte Normen.
Harmonisierte Normen müssen nicht unbedingt neu erarbeitet werden, es können auch bereits bestehende Normen zur Harmonisierung vorgelegt werden. Dazu können diese auch überarbeitet und mit neuem Ausgabedatum veröffentlicht werden. Weiterhin können auch bereits bestehende nationale Normen (DIN, ÖNORM, SN, …) oder internationale Normen (ISO, …) als europäische Normen übernommen und dann der Kommission zur Harmonisierung vorgeschlagen werden.
Alle europäischen harmonisierten Normen müssen als nationale Normen umgesetzt werden (DIN EN…, ÖNORM EN…, SN EN… usw.); dazu im Widerspruch stehende nationale Normen müssen innerhalb eines bestimmten Zeitraums zurückgezogen werden. Die Fundstelle der umgesetzten nationalen Norm muss durch den betreffenden Staat ebenfalls veröffentlicht werden. In Deutschland geschieht dies im Bundesanzeiger.

## Zugang zu harmonisierten Normen als Teil des Unionsrechts
Im sogenannten James-Elliott-Urteil vom 27. Oktober 2016 entschied der Europäische Gerichtshof, dass harmonisierte Normen Teil des Unionsrechts sind. Der Gerichtshof war mit dem Fall durch den Supreme Court Irlands befasst worden, nachdem das irische Bauunternehmen James Elliott Construction gegen einen Zulieferer von Baustoffen auf Schadensersatz wegen nicht normgerechten Materials geklagt hatte.
Im Jahr 2018 beantragten die Organisationen public.resource.org, vertreten durch ihren Gründer Carl Malamud, und Right to Know, die sich für den freien Zugang zu amtlichen Dokumenten einsetzen, bei der Europäischen Kommission erfolglos den freien Zugang zu einigen harmonisierten Normen aus dem Bereich der Sicherheit von Spielzeug. Nachdem zunächst das Gericht der Europäischen Union die Ablehnung der Europäischen Kommission bestätigt hatte, entschied der Europäische Gerichtshof am 5. März 2024 im sogenannten Malamud-Urteil, dass harmonisierte Normen als Teil des Unionsrechts frei zugänglich sein müssen. Eine vollständige Aufhebung des urheberrechtlichen Schutzes der Normen lehnte der Gerichtshof jedoch ab.